# Tavazzano con Villavesco
Tavazzano con Villavesco – miejscowość i gmina we Włoszech, w regionie Lombardia, w prowincji Lodi.
Według danych na rok 2004 gminę zamieszkiwało 5450 osób, 308,6 os./km².